# GE ES44C4
ES44C4 ist die Herstellerbezeichnung für eine Reihe dieselelektrischer Güterzuglokomotiven, die zwischen 2009 und 2020 als Teil der Evolution-Serie von GE Transportation Systems (GETS) in 1323 Exemplaren gebaut wurde. Die Typenbezeichnung ist zusammengesetzt aus „ES“ für Evolution Series, „44“ für die Leistung von etwa 4400 hp, „C“ für drei Radsätze im Drehgestell und „4“ zur Kennzeichnung der vier anstelle der üblichen sechs Fahrmotoren. Die Reihe ES44C4 basiert auf der mit sechs Fahrmotoren ausgestatteten Reihe ES44AC und wurde hauptsächlich für die BNSF Railway (BNSF) hergestellt. Das seit 2015 produzierte Nachfolgemodell heißt ET44C4.

## Geschichte
Zur Erfüllung der von der Environmental Protection Agency (EPA) für den 1. Januar 2005 beschlossenen Abgasnorm Tier II führte GE Transportation Systems (GETS) 2005 offiziell die Evolution-Serie ein. Die erfolgreichsten Modelle waren zunächst die ES44AC mit Wechselstromfahrmotoren und die ES44DC mit Gleichstromfahrmotoren. Weil sich die Wechselstromantriebstechnik schon seit der 1993 eingeführten AC4400CW bewährte, strebte GETS die vollständige Abkehr von Gleichstromlokomotiven an. Die verwendeten Wechselstrommotoren sind teurer in der Anschaffung, weisen jedoch entscheidende Vorteile gegenüber Gleichstrommotoren auf. Dazu gehören ein größeres Drehmoment, eine höhere Zuverlässigkeit und geringere Instandhaltungskosten. GETS entwickelte daher das Wechselstrommodell ES44C4 als eine Abwandlung der Reihe ES44AC mit lediglich vier statt sechs Fahrmotoren, um die Kosten zu senken. Die neue Lokomotivreihe mit der heute recht seltenen Achsfolge (A1A)(A1A) konnte trotz der beiden entfallenen Fahrmotoren eine ähnliche Anfahrzugkraft aufbringen wie vergleichbare sechsmotorige Gleichstromlokomotiven und stellte so eine annehmbare Alternative zur ES44DC dar.
Die BNSF Railway (BNSF) hatte zwischen 1996 und 2004 insgesamt 1696 Gleichstromlokomotiven der Reihe C44-9W gekauft und beschaffte ab 2005 jeweils einige hundert Maschinen der Reihen ES44AC und ES44DC. Die Bahngesellschaft erkannte die potenziellen Vorteile des neuen viermotorigen Modells und gab versuchsweise eine erste Bestellung von 25 Fahrzeugen der Reihe ES44C4 auf, die zwischen Januar und März 2009 abgeliefert wurden. Da diese alle Erwartungen erfüllten, gab BNSF den Bau weiterer Maschinen in Auftrag. Im November 2009 lieferte GETS die letzte ES44AC und im August 2010 die letzte ES44DC an BNSF. Von nun an beschaffte die Bahngesellschaft bei GETS einige Jahre lang ausschließlich Lokomotiven der Reihe ES44C4. Die Florida East Coast Railway (FEC) war mit einer Bestellung von 24 Fahrzeugen im Jahr 2014 der einzige Käufer des Modells neben BNSF.
Mit dem Inkrafttreten der verschärften Abgasnorm Tier IV am 1. Januar 2015 endete die reguläre Produktion. Seitdem wurden Lokomotiven der Reihen ES44AC und ES44C4 nur noch im Rahmen sogenannter Tier 4 credits hergestellt. Diese Ausnahmeregelung für den weiteren Bau von Fahrzeugen des Tier-III-Standards ist an den Verkauf von Tier-IV-Lokomotiven in den Vereinigten Staaten gebunden. Das seit 2015 gebaute, nicht von derartigen Beschränkungen betroffene Nachfolgemodell ET44C4, welches zu großen Teilen baugleich mit der sechsmotorigen Reihe ET44AC ist, hält die Tier-IV-Grenzwerte ein und löste 2020 das Modell ES44C4 endgültig ab.

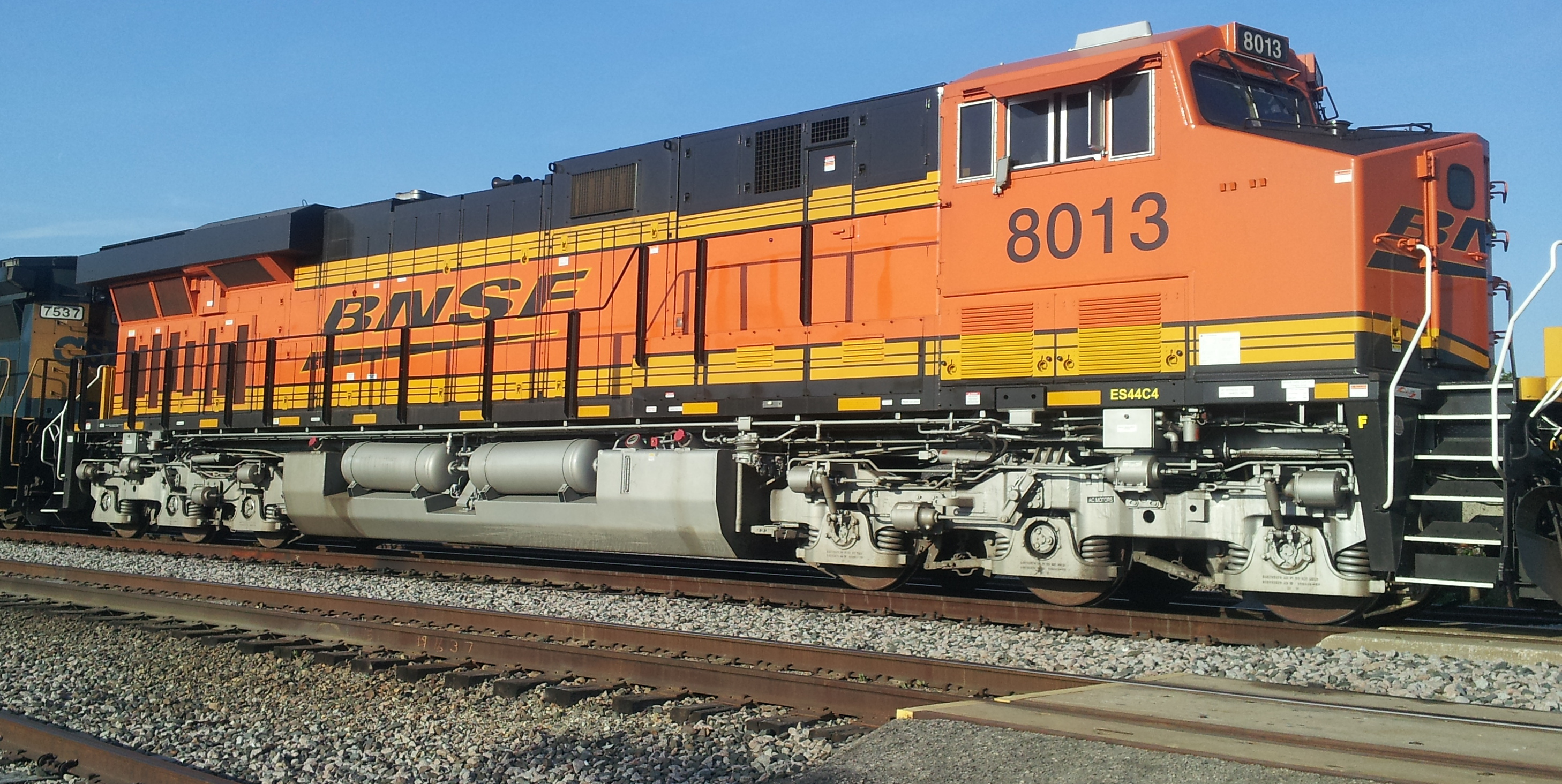
BNSF 8013 in Dallas (Mai 2014)
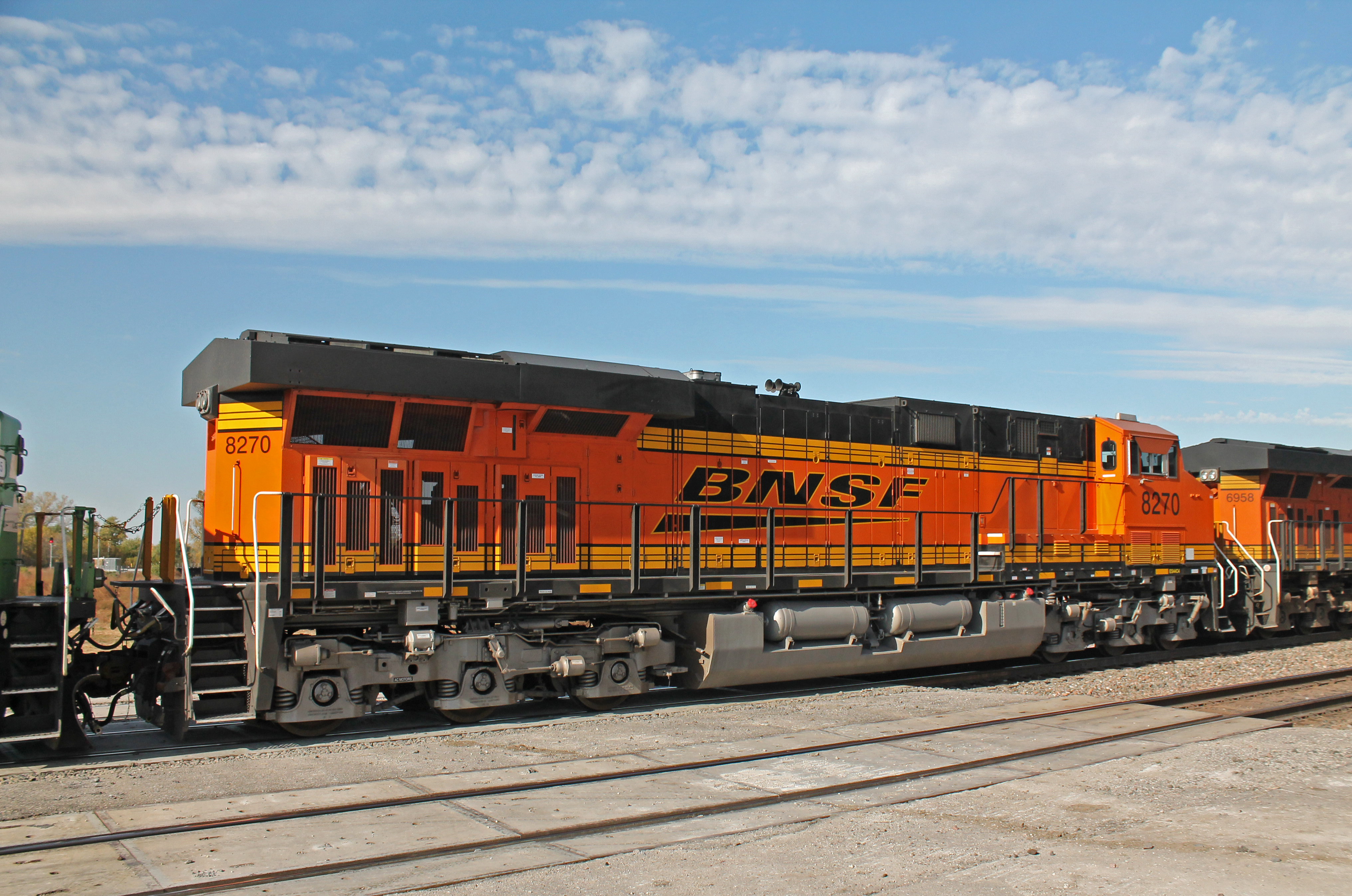
BNSF 8270 in Ashland (Oktober 2014)
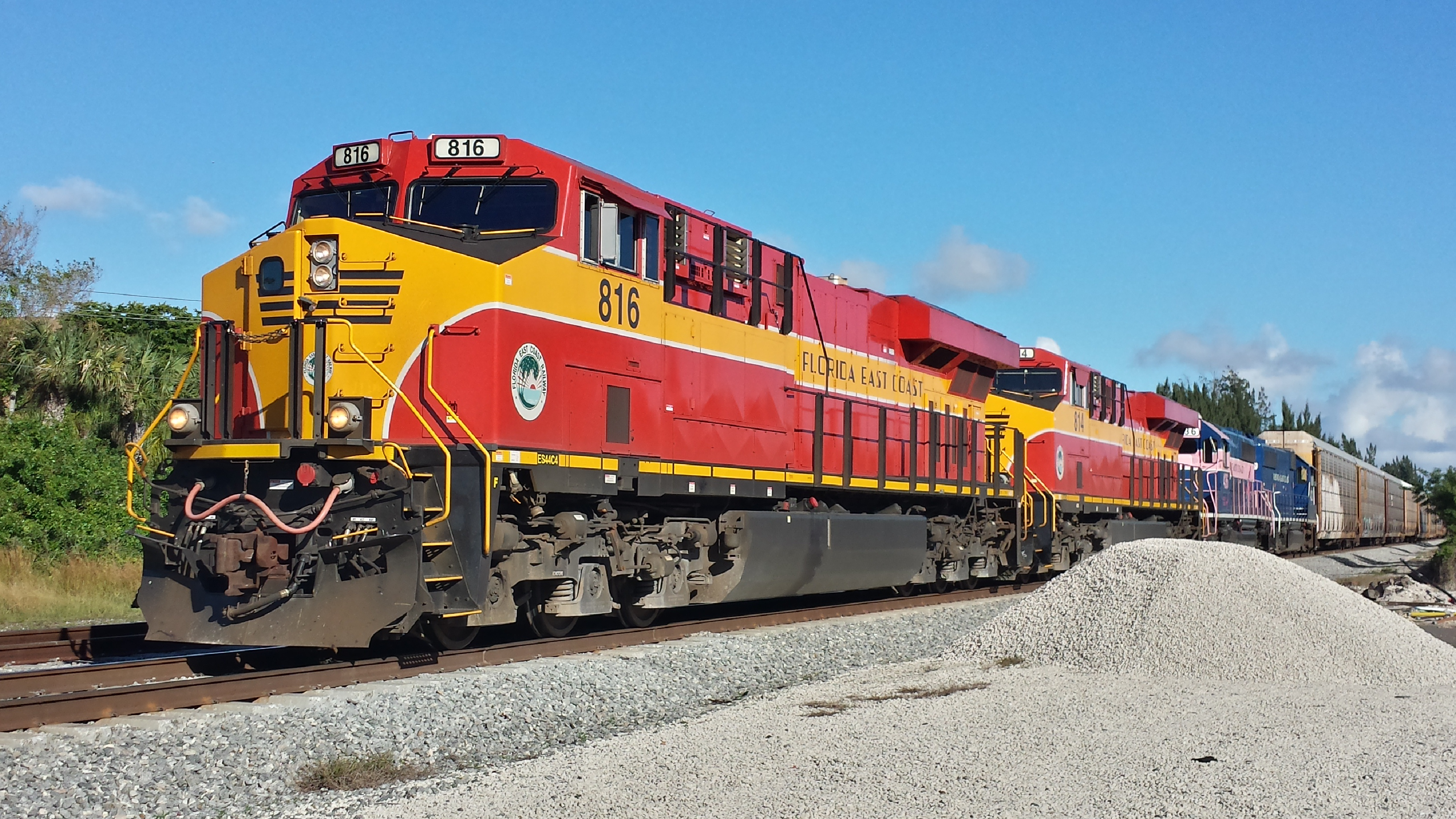
FEC 816 in Boca Raton (Dezember 2015)

## Technische Beschreibung
Der Hauptrahmen, welcher den Vorbau, den Führerstand und die Aufbauten des Maschinenraums trägt, stützt sich auf zwei dreiachsige HiAd-Drehgestelle mit Schraubenfedern als Primär- und Gummifedern als Sekundärfederung. Drehzapfen dienen zur Übertragung der horizontalen Kräfte auf den Hauptrahmen. Die Dienstmasse der Lokomotive liegt bei 189 t, die durchschnittliche Achslast bei 31,4 t. Weil der mittlere Radsatz im Drehgestell nicht angetrieben wird, kann er durch vier außen am Drehgestellrahmen angebrachte Druckluftzylinder entlastet werden, um für schwere Anfahrten die Reibungsmasse auf den Treibradsätzen zu erhöhen. Die Anpassung erfolgt automatisch bei Erkennung eines schleudernden Treibradsatzes durch die elektronischen Steuergeräte des Fahrzeugs.
Der Vorbau beinhaltet neben einer Personaltoilette und elektrischer Hilfsausrüstung zwei von außen befüllbare Sandkästen für die pneumatisch betriebene Sandstreueinrichtung. An beiden Enden des Fahrzeugs ist eine durch Geländer geschützte Plattform vorhanden. Hinter dem Führerstand sind der größte Teil der elektrischen Ausrüstung und darüber die von seitlichen Lüftern gekühlten Bremswiderstände angeordnet. Die Batteriekästen befinden sich auf der rechten Seite außerhalb des Maschinenraums. In der Mitte des Fahrzeugs ist die aus Dieselmotor und Hauptgenerator bestehende Antriebsanlage angeordnet. Der Dieselmotor des Typs GE GEVO-12 mit 188,5 l Hubraum ist ein wassergekühlter Zwölfzylinder-V-Motor mit zwei hintereinander geschalteten Turboladern und Abgasrückführung, arbeitet nach dem Viertaktprinzip und liefert bei einer Drehzahl von 1050 min−1 eine Leistung von 3250 kW. Der vom Dieselmotor angetriebene, als Drehstrom-Synchrongenerator ausgeführte Hauptgenerator GE GMG205 versorgt über IGBT-Stromrichter die vier Tatzlager-Drehstrom-Asynchronfahrmotoren des Typs GE GEB13. Das Übersetzungsverhältnis zwischen Fahrmotor und Radsatz beträgt 1 : 4,15, die resultierende Höchstgeschwindigkeit 121 km/h und die Anfahrzugkraft 640 kN. Ein kleinerer Wechselstromgenerator des Modells GE GYA30A dient als Erregermaschine des Hauptgenerators und als Hilfsgenerator zur Versorgung des Bordnetzes. Den hinteren Abschluss des Maschinenraums bildet die Kühlanlage, unterhalb derer der Fahrmotorlüfter und der Luftpresser angeordnet sind. Zwischen den Drehgestellen befindet sich der Kraftstofftank mit einem nutzbaren Dieselvorrat von 18 200 l, der auf der rechten Seite in einer Aussparung die beiden Hauptluftbehälter aufnimmt.
Eine indirekt wirkende Druckluftbremse dient als Zugbremse, eine direkt wirkende Druckluft-Zusatzbremse als Lokomotivbremse und eine Handbremse zur Sicherung im Stand. Die pneumatische Bremsausrüstung der Bauart 26L stammt von Westinghouse. Die Fahrzeuge verfügen zudem über eine Widerstandsbremse sowie eine Mehrfachtraktionssteuerung und eine RDP-Funkfernsteuerung für den Einsatz als Distributed Power Unit (DPU).

## Lieferliste
| Eigentümer                 | Nummerierung                                                     | Anzahl |
| -------------------------- | ---------------------------------------------------------------- | ------ |
| BNSF Railway               | 3250–3281, 4200–4299, 5533–5546, 6500–7199, 7921–8291, 8318–8399 | 1299   |
| Florida East Coast Railway | 800–823                                                          | 0024   |
| gesamt:                    | gesamt:                                                          | 1323   |
| Quellen:                   |                                                                  |        |